# BONES -骨は語る-
『BONES -骨は語る-』（ボーンズ -ほねはかたる-、英語: Bones）は、アメリカ合衆国の1話完結型の犯罪捜査ドラマ。「ボーンズ」と呼ばれる女性法人類学者テンペランス・ブレナンを主人公に、現場に残された被害者の“骨”から証拠を見つけ、事件を解決に導いていく姿を描く。原案は法人類学者で作家のキャシー・ライクスで、主人公のモデルでもある。
2005年9月13日、FOX系列で放送開始。長期に渡って放送されてきたが、全12話構成のシーズン12(2017年放送)をもって放送終了することが決定し、2017年3月28日に最終話となる246話が放送され完結した。
日本では、スカパー!ほかのFOXチャンネルにて2006年7月に字幕版、2007年1月に吹替版を放送開始。地上波では第1シーズンが2008年12月よりTBSで、第2シーズンが2009年10月よりテレビ朝日で放送された（共に吹替版）。2012年3月からはDlifeにて吹替版と字幕版の放送が開始されている。
日本語版DVDおよびDlife、Disney+での邦題は『BONES -骨は語る-』である。
第3シーズンより、エンディング曲が変更されている。また、第8シーズンより、テーマ曲のアレンジが新たに変わっている。
第11シーズンの第5話では『スリーピー・ホロウ』の第3シーズン第5話とのクロスオーバーエピソードが製作された。
スピンオフ作品として、『ザ・ファインダー 千里眼を持つ男』が2012年よりFOX系列で放送を開始したが、シーズン1全13話で放送終了。本作では、第6シーズンの第19話にて登場している。

## 登場人物

### メインキャラクター
テンペランス・ブレナン (Temperance Brennan) 博士
演 - エミリー・デシャネル、日本語吹替 - 湯屋敦子
「骨から人物を特定すること」を専門とする、有能で高名な法人類学者。ワシントンD.C.にある合衆国最高峰の法医学研究所・ジェファソニアン研究所勤務。普段は遺跡から発掘された人骨やミイラの鑑定などを行っているが、変死体や白骨遺体が発見されるなどして遺骨の調査が必要な事件が起きると、FBIからの要請を受け、事件の現場に赴いたり遺体の鑑定を行ったりする。FBI捜査官のブースとコンビを組んで犯罪捜査にあたり、次第に良き相棒になってゆく。
骨を見ただけで、年齢・性別・人種や病歴はもちろん、場合によっては生前に興じたスポーツや生前の持ち物まで判別できる。
非常に明晰な頭脳と極端に科学者的な思考回路を持ち、論理で説明がつかない事をとことん嫌う。そのため、確固たる証拠を伴わない推測、主観、直感的な判断、及び非科学的なものや宗教などに対して、否定的な態度を取る事が多い。また、物事の事実だけを客観的に捉え、相手の感情などは無視して率直に言葉にする事が多く、仕事仲間以外の人間からは反感や理解を得にくかったりする事もある。自己主張も強く、自分の意見は絶対に曲げず場の空気を乱しがちである。
劇中で明確に示されてはいないが、アスペルガー症候群である。これは製作総指揮のハンソンの知人で、実在の発症者をモデルにしている。
以上のような性格・性質から、ブレナンに理解のあるブースや研究所の仲間などが必死で周囲へのフォローにあたる事が多かったが、最近では本人もその欠点を自覚しており、自ら発言を訂正したり、人並みにジョークを飛ばしてみたりもするようになっている。特に彼女とは対照的な感情型のブースとコンビを組んだ事で、今までした事のなかった物の見方や初めて抱く感情に出会い、ブレナンが少しずつ変化していく様子が作品を通して描かれる。
心理学も知識としては知っているものの、人間の心情というものが根本的に理解できていない。非科学的だからという理由で心理分析の有用性も認めずにいたが、それが結果として度々仲間を危機に陥れる事になってしまう。また心理学及び心理学者への否定的な言動は相変わらずであるが、第5シーズンでは心理学者に「既に苦しみから解放された死者の謎を解くよりずっと尊い仕事だと思う」と法人類学を否定するような言葉で言い返されてしまい、また精神病院の壮絶さを目の当たりにした事もあって、考えを少し改めている。
外見は大変美しく素晴らしい骨格をしている。しかし、他人の容姿の醜美については客観的な判断はするものの興味はあまりないよう。そのためか美容整形を嫌悪しており容疑者の美容整形外科医に「貴方は彼女の個性を潰した」と罵っている。
作中には彼女と"関係"のあった人物が登場する事も多い。
武術にも長けており、単身のギャング相手なら圧倒するほどの腕前。そのため、犯人の手首を折ったりするなどをし、幾つかの件で暴行罪で訴えられている。
全米ライフル協会の会員でもあり、ブースと現場に同行する際は、何かと銃を携行したがる。シリーズを通して幾度か犯人を銃撃および射殺している。また、ブースの制止をきかずに金属錠へ発砲し、跳弾で彼に怪我を負わせた事もある。
作家としての一面も持ち、デビュー作の「BRED IN THE BONE」は30万部を売り上げるベストセラーとなり映画化の話も持ち上がったほど。そのため、一般の人々にも彼女の名前は認知されている。
彼女の幼少期に一家は名前を変え、それに従い彼女もテンペランス・ブレナンと名前を改めたが、出生名はジョイ・キーナンである。
両親のマシューとクリスティンは彼女が15歳のクリスマスに失踪。兄のラスは直後に就職したためにブレナンだけが里子に出される事になり、祖父に引き取られるまで里親の間を転々とし、養父母からいじめにも遭っていた。その事が原因で、自分は兄に捨てられたと感じたブレナンは以降ずっとラスを避け続けていた。
第1シーズンの第22話「マルコとポーロの再会」で、母クリスティンの白骨化した遺体が自らが働くジェファソニアン研究所の身元不明者の遺骨保管庫に保管されていたことを知る。そして、両親が他人になりすました貸金庫専門の強盗だったという秘密が明らかになる。ブレナンは両親の失踪を兄のせいだと思い、自分たちの名前が偽りだと知っていて黙っていたラスを責めてしまう。しかし、その言動に傷ついたラスに“お前は俺を捨てた”と言われ初めて自分の過ちを悟った。第2シーズンでは徐々に彼女の家族の現在と、失踪にまつわる謎が解き明かされていく。
離婚歴が一度ある。そもそも結婚という制度の価値自体に懐疑的であり、結婚願望のあるブースとは意見が対立する事も。
ある時テレビを持ち出そうとした元夫を泥棒と勘違いし、テレビを元夫ごとバットで殴って壊してしまう。それ以降、テレビを所有しておらず、以前に増して世間の話題やテレビ番組に疎い。
第5シーズン終了後、発掘調査のためマルク諸島へ旅立つ。ブレナンの推薦状により調査団に入ったデイジーも一緒である。
第7シーズン最終回にて殺人容疑をかけられ娘と共に逃亡生活を送る事になる。髪の色も名前も変え、娘と逃亡していたが、真犯人に繋がる新証拠があがると再び捜査に加わり、真犯人の逮捕とともに復帰した。
シーリー・ブース (Seeley Booth) 捜査官
演 - デヴィッド・ボレアナズ、日本語吹替 - 木下浩之
FBIの殺人捜査班の特別捜査官。予備役軍人（陸軍曹長）であり、陸軍（第75レンジャー連隊）のスナイパーであった。フィラデルフィア出身（第4シーズンより）。ブレナンとは相棒関係にあり、客観的・合理的な彼女に対して、人間的な心情の重要さを説く事が多い。遺体の損傷が激しい事件を担当する際に、骨から証拠を得るためにジェファソニアン研究所の援助を求める。FBIからの公式連絡員としてジェファソニアン研究所のIDを所有している。
科学者を「スクインツ（目を細めるやつら）」と呼ぶため、科学者たちから時々反感を買っている。
ブレナンのことは「ボーンズ（BONES）」と呼ぶ事が多いが、重要なことを言う時などは稀に「テンペランス」と呼んでいる。2人で現場に出向くことも多く、幾多の事件やそれに伴う困難を乗り越えることで、互いに深い信頼関係で結ばれている。
事件を目撃者や容疑者を通じて解明しようとする古いタイプの刑事だが、それゆえ直感的に人の本性を見抜く洞察力は鋭い。然し、相手がギャングなどの場合は、証拠などを調べることなく先入観で事件の犯人だと決めつけたり、情報を得る相手が不法移民の場合などは脅迫して情報を引き出そうとする面もある。
軍隊にいた経験から、拷問にも耐えうる非常にタフな肉体と精神力を持っている。反面、自ら多くの人の命を奪い、戦場で仲間の最期を看取った事がトラウマとなり、突発的に非社会的な行動を取る事がある。特に、任務遂行中、自分が指示を的確にしなかったので部下のテディ・パーカー伍長（日本語吹替：浪川大輔）を死なせたのではないかと苦しんでいた。それは“墓堀人”に誘拐された折、幻覚となって現れたテディが｢自分が死んだのは貴方のせいじゃない｣と告げるまで続いた。
また、ピエロ恐怖症であり、街中で発砲してしまった事もある。それを問題視した上層部から、精神科医ゴードン・ワイアット（日本語吹替：金子由之）のセラピーを受けるようにと命じられた。
合衆国政府に対して忠誠心を持っており、ホッジンスが唱えるような｢政府の陰謀｣的な話を嫌う。その理由について｢ジョン・ウィルクス・ブースの子孫であることの反動から？｣とテンペランスに指摘された事がある。過去に行くことが出来るとしたら ジョン・ウィルクス・ブースの頭を撃つことになってもリンカーンを助けたいと語っていることから実際に子孫だと思われる。
敬虔なカトリック教徒で、宗教や教会に対して不遜な態度をとるブレナンとはしばしば口論になる。
パーカー（日本語吹替：清和祐子）という4歳（第1シーズン当時）になる息子(前述のパーカー伍長から名前を取った)がいる。母親であるレベッカがブースとの結婚を望まず、息子とは離れ離れに暮らす。ある時、パーカーを義父となるかもしれないレベッカの交際相手に奪われることを恐れるあまり、彼を調査し脅迫するなど横暴をしでかしてしまうが、レベッカの交際相手を軽く扱うパーカーに対して、失礼な態度をやめるよう注意し「ママが好きな人は、俺たちも好きになって大事にしなきゃ」と諭してもいる（同席していたブレナンから「本気？」と横槍を入れられている）。
第2シーズンではジェファソニアンの新所長で元彼女のカミールと一時的によりを戻すも、仕事上への影響を恐れ別れている。
テッサという名前のセクシーな弁護士の彼女がいたが、ブースとブレナンをくっ付けようと画策するアンジェラの献身的かつ意図的な働きにより別れる。
ソックス・ネクタイ・ベルトのデザインに拘りがあるらしい。セラピーでそれらを「反骨心を示す為のアイテム」であると指摘されてからは、意識して突飛かつ派手な見た目の物を身に着けるようになった。
幼い頃、アルコール依存症の父に虐待され弟のジャレッドを必死に庇って過ごした。それ以来、過保護になり過ぎて弟に過ちから学ぶ事や責任を持つ機会を奪ってしまっていた。その後も過保護は相変わらずであり、ジャレッドの人生を支配しようとしているとスイーツに指摘され、最初は反対した弟のインド行きを認めた。
過去にFBIと警視庁の交換プログラムに参加した際に来日した事があり、そこで日本人の刑事ナカムラ・ケン（日本語吹替：小山力也）と知り合い“過保護な兄”同士からか気が合って親友になった。ナカムラを“ナカ”と呼ぶ。第4シーズンで、ナカムラが親代わりとなって育ててきた妹サチと彼女の友人サトウ・ノゾミにまつわる事件の捜査を担当する事になり、法人類学者タナカ・ハル（日本語吹替：東條加那子）と共にやってきたナカムラが憎しみに流されそうになるのを食い止め、彼のために犯人逮捕に奔走した。
第5シーズン終了後、国防長官からの要請に基づき軍に復帰（特務曹長に昇格）し、狙撃と尋問の指導のためアフガニスタンへ旅立った。
第6シーズン後半で、彼の元同僚で暗殺者になってしまったブロードスキー絡みのエピソード中にブレナンと結ばれ、最終話でブレナンが妊娠している事がわかる。
ブレナンの書く小説にも「主人公とコンビを組む刑事」のモデルとして登場しているらしく、作品のファンから握手やサインを求められることがある。
アンジェラ・モンテネグロ (Angela Montenegro)
演 - ミカエラ・コンリン、日本語吹替 - 北西純子
ブレナンの（恐らく唯一の）親友でありアーティスト（画家）。ジェファソニアン研究所に勤務し、主な仕事は、頭蓋骨から生前の顔を復元する事である。
コンピューター技術に秀でており、骨格のデータなどから当人の生前の姿を3次元コンピュータ映像で再現し、さらには犯罪の現場をそのまま映像で再現させる事も出来る。彼女曰くその技術は特許出願中らしい。
ブレナンのことを「スウィーティー」と呼んでいるが、日本語吹き替え版ではテンペランスと吹き替えられている。
遺体を目の当たりにしても割と平気な他のメンバーとは違い繊細な心の持ち主であり、時々仕事に耐えられなくなることがある。
父親であるミュージシャンのビリーはかなりの有名人らしい。
ブレナン同様、セクシーでデートの相手には不自由しないタイプ。当初は恋愛に対して非常に奔放な恋多き女性であり、そして仕事に対する理解を得ることの難しさから失恋を繰り返すも、常に人生を楽しむべきと考える前向きな人物である。
第2シーズンではホッジンズを一度は職場の同僚だからと振るものの、最終的には結婚を決意。然し長い間行方不明となっていた、アンジェラの戸籍上の夫の存在が障害となって中止せざるを得なくなる。第3シーズンでは、夫と離婚してホッジンズと結婚するため、彼の行方をホッジンズの資金援助のもと探偵を使って捜索。ところが、第4シーズンの冒頭で夫が突如離婚届を持って現れたことで混乱し、ホッジンズとは破局を迎えてしまう。第8話では元恋人であるレズビアンの女性ロキシー・ライアン（日本語吹替：斎藤恵理）と再会し、嘗ての愛が再燃したが、第4シーズンの第17話で生き方の相違により破局。
第5シーズン終了後には、晴れて夫婦となったホッジンズと共にパリへ旅立った。
第6シーズンで妊娠し、胎児の遺伝的疾患に怯えながらも、ホッジンズと助け合い、最終回には無事出産する。
戸籍上の本名はプーキー・ヌードリン（Pookie Noodlin）。
ザック・アディ (Zack Addy)
演 - エリック・ミレガン、日本語吹替 - 青木誠
ブレナンに指導を受けているミシガン出身の学生。ずば抜けたIQの持ち主で、骨の鑑定においても非常に高い能力を示しており将来を嘱望されている。
非常に素直で誠実な青年だが、世間知らずで人付き合いも苦手。それに加え論理性を何より重視する傾向があるために、場の雰囲気を読めない言動が多いが、それが彼の持ち味ともなっている。女性に対してもかなりの奥手。
もうじき二つの博士号を取得できるところまできていながら、ジェファソニアン研究所を離れたくないが為に論文を書き上げようとせず、周囲に気を揉ませていた。しかし、第2シーズンにおいて、無事に法人類学の博士号を取得する。
髪型や服装に気を遣っておらず、サローヤンからは法廷で証言するにあたって陪審員へのウケが良くないと判断され（検事に法廷での証言を交渉する場面でも、ブレナン・ブース・サローヤン・ホッジンズ・アンジェラから「ザック以外」と指定されたほど）、あわやクビかという危機に直面したが、アンジェラのアドバイスにより髪を切ってスーツを着た姿を披露し、正式に博士としてジェファソニアンに採用された。
応用工学の博士でもある。
7人の兄弟姉妹と甥姪がいる大家族を少し恥ずかしく思っているが、とても家族思いで帰郷を心掛けており、家族との時間を大切にしている。骨を扱う仕事だと知られてからは馬鹿にされているにもかかわらず、それでも帰郷する理由をテンペランスに問われた際には、「家族だから。愛してくれるし、自分も家族を愛している」と即答した。
他人の事にはあまり興味がない様子で、ホッジンズ宅のガレージの2階に一人で居候しジェファソニアンへは彼の車に同乗させてもらって通勤していたが、敷地の広大さや所有車の多さを認識しながらも、ホッジンズが大富豪の一族だと気づかなかった。
仕事柄、殺害の様子をホッジンズと実演する事が多いが大抵彼が被害者(本人曰く殺される側)を演じることが多く、不満がっている。
理論的な思考に喜びを見出す意味では、ブレナンと同じ系統であったが、未熟な部分もありそれが原因となって様々な事態に巻き込まれていくことになる。
第3シーズンの最終話「下顎骨の秘密」で、当該シーズンの第1話「金庫室の晩餐」より暗躍してきた食人鬼“ゴルモゴン”の新しい弟子だったという事実が判明。第1話で自殺した弟子ジェイソン・ハークネス（日本語吹替：深津智義）に代わる後継者として当代の“ゴルモゴン”から見込まれ、取り込まれてしまっていた。その後検事から提示された取引を受諾して逮捕と裁判は免れ、ブレナンたちに惜しまれつつ研究所を去った。精神科病院に入ったが、犯罪に手を染めてもなお周囲に愛されている。
第4シーズンの第5話「完全なる世界の崩壊」でホッジンズにアドバイスを求められ、病院を抜け出して楽しい一時を過ごした後に戻った。殺人を犯したことになっているが、実際に自分が手を下したわけではなかったことをスイーツに告白し、ブレナン達に知らせようとした彼に「殺人の手伝いをしたことに変わりはないから」と口止めして病院に戻った。
ジャック・ホッジンズ (Jack Hodgins) 博士
演 - T・J・サイン、日本語吹替、鈴木正和
「バグ・ガイ（虫男）」と呼ばれる昆虫胞子と鉱物の専門家。陽気でノリが良い、自称｢ラボのキング｣。趣味は陰謀論で、事件の真相は何者かの陰謀であるとたびたび主張している。
何かと現場の捜査に出たがり、シーズン2では念願叶ってFBIの黒服に逮捕される場面も。
アメリカ民間第3位の大企業であるカンティリバーグループの唯一の相続者であり、ジェファソニアンに多額の寄付をしている一族でもあるのだが、本人は一科学者のまま働きたいと願っており、周囲にはそのことを伏せていた。
ジェファソニアンに勤めているだけあってかなり優秀な科学者であり頭脳も明晰、複数の博士号も持つ。一方で自身の楽しみのために、コンピュータでシミュレート出来る事象ですらも(やたらと凝ったやり方で)実物を用いて実験しようとする癖があり、カミールから目をつけられるようになった。そのため実験する際には彼女の許可を得なくてはならなくなった。然し、ザックが研究所を離れてからは実験している姿はあまり見られなくなっている。
自分がいつも話していた陰謀論をザックが信じ、その所為で彼はゴルモゴンの弟子になってしまったのではないかと非常に後悔している。
アンジェラに好意を抱いており、第2シーズンで一度はアンジェラに振られるものの、その後も一途に思い続けた結果、遂にその想いが実を結ぶことになる。何度もプロポーズを断られるが、結婚しなくても生涯を共に生きる覚悟を固め、その想いに打たれたアンジェラに逆にプロポーズされた。その後、彼女と結婚式を執り行うも、実はアンジェラが過去に結婚していたことが発覚。重婚となってしまうため、今は行方不明となっているその男性を探すことになる。探偵社に調査を依頼した結果彼は発見され、紆余曲折があったもののアンジェラは何とか結婚を解消、とうとう二人は結ばれるかに思われた。然し、カミールがその元夫と寝たことに対してアンジェラが僅かではあるが蟠りを抱いていることを察知したホッジンズは、彼女と口論に。結果、婚約は解消され元の同僚に戻るが、依然アンジェラに未練を抱く。
第5シーズン終了後、晴れて夫婦となったアンジェラと共にパリへ旅立った。
第6シーズンでは、アンジェラが妊娠したが、彼女の父親に命名権を譲らない代償として入れ墨を入れられてしまう（アンジェラと一時破局した際にも入れられており、二度目）。
育ちと自負の故か、誰に対しても謙(へりくだ)る態度を見せない人物だが、ブレナンに対しては尊敬の念を持っているらしく、墓堀人に誘拐され、彼女とともに地中の車に幽閉された際には、脱出のための爆発物を起動させる寸前に｢貴方と一緒に仕事が出来て光栄でした｣と真摯な態度で告げていた。
第11シーズンで爆弾の爆発に巻き込まれ、下半身不随の重傷を負う。以来自暴自棄になり、アンジェラら周囲の人物に冷たく当たるようになってしまう。
ダニエル・グッドマン (Daniel Goodman) 博士
演 - ジョナサン・アダムズ、日本語吹替 - 中村浩太郎
研究所の所長。現在は管理職業に徹しているが、優秀な考古学者で、度々捜査にも協力。黒人男性。5歳の双児の娘がおり、第1シーズン第9話「過去からのプレゼント」でバイオハザードが発生した折、ブースとお互いの子供の写真を見せ合ったりした。
ブレナンをFBIに貸し出した張本人。然し、人間性を見抜く眼力は優れており、ブレナンの欠点を熟知するが故に、後任にはサローヤンを指名した。それは決してブレナンが相応しくないからではなく、その証拠に彼女の指導教官（且つ元彼）であったマイケル・スタイアーズ（日本語吹替：宮本充）を差し置いてブレナンの方を採用したのは、彼女の方が適任と認めたからである。
カミール・サローヤン(Camille Saroyan) 博士
演 - タマラ・テイラー、日本語吹替 - 高橋理恵子
第2シーズンから研究所に招かれて所長に就任した黒人女性。病理学者で、過去には検視官をしていたキャリアを持つ。所長とはいえ現場の仕事も積極的にこなし、ブレナンが骨を専門に扱うのに対して彼女は肉体組織を主に扱う。
本来、実績や能力的にはブレナンが所長の席に就くべきであったが、所長は外部との交渉が必要な役職でもあるため、人間関係や政治的な感覚に疎いブレナンではなく彼女が選ばれたらしい。実際社交的かつ公正な性格の才女であるが、他の面々と同様におかしな側面も持っており、特にブースを唖然とさせる事が。
ブースの元恋人でもあり、第2シーズン中に一度はよりを戻すが再び破局し、その後はブースとは良き友人関係にある。
ブースからは“カム”と呼ばれている。当初はそう呼ぶのはブースだけだったが、事件解明を重ねるうちにブレナンも彼女を“カム”と呼ぶようになった。
第2シーズンの中でエップスが切断された頭部に仕掛けた臭化メチルを吸ってしまい、一時危篤状態にまで陥るも研究所の面々の活躍のおかげで無事に復帰する。
第4シーズン第18話で10年前の恋人が殺害され、孤児になった16歳の娘ミシェル（日本語吹替：岩村琴美）を引き取る。カミールはミシェルの4～6歳までの時期を共に過ごし、深い信頼で結ばれていた。その後、血が繋がらないミシェルの｢良い保護者｣であろうとする余り、彼女の進路や交友関係についてつい過干渉になり過ぎてしまい、難しい年頃を迎えた彼女に反発されてしまう事も。
クモが大の苦手で、第5シーズン第13話で遺体に産み付けられていた大量の卵から一斉に子グモが孵った際には大声で悲鳴を上げ、ホッジンズが全て捕獲するまで遺体に近づこうとしなかった。
ランス・スイーツ (Lance Sweets) 博士
演 - ジョン・フランシス・デイリー、日本語吹替 - 近藤隆
第3シーズンからFBIの依頼でブレナンとブースの心理分析を担当することになったセラピスト。22歳で複数の博士号を持つ。温和で礼儀正しく頭脳明晰、｢優等生の少年がそのまま成人した｣という感じの人物だが、10代の頃にはデスメタルに没頭しており、「デスメタルはテクニックを追求し、ブラックメタルはノリ重視」などの薀蓄を作中で披露している。
プロファイラーとしても度々事件の捜査に協力しているが、若過ぎる事や少々軽率な言動に加え、ブレナンが彼の専門分野である心理学を科学と認めていないことなどから、ジェファソニアンの面々からは適当に扱われる事が多い。然し、人間関係のトラブルを抱えたメンバーからはよく相談を寄せられる（予約なしで職場に押しかけられることもしばしばである）。
心理分析の腕は良い。ブースやブレナンと共に現場へ出向いて大勢の中から犯人を特定した事もあり、その際にはブレナンからどうしてわかったのかと追及され、日頃心理学を馬鹿にしてきた彼女の発言を引用し皮肉で返している。
交際している女性がいたが、年が離れていること、優しすぎる彼の性格に彼女が満足できなかったためにフラれてしまう。後にザックの後任候補であるデイジーと交際している事が判明。所長のカミールに代わってデイジーへ解雇を通達する際には、メンバーの目の前でキスを披露した。
以前からザックが殺人をしていないのではと疑念を抱いており、第4シーズン第5話でその疑念が事実であった事を知るが、守秘義務があるとザックに口止めされた。
幼少時代に実の父親から虐待を受けて人間不信になっていたが、後に引き取られた先の養父母の愛情に包まれたお陰で人間不信を克服した過去があることが、第4シーズン第21話でのゴードンとの会話で明らかになった。その義父母を失って日が浅い為、悲しみは深い傷となって心に刻まれている。
第3シーズンの後半から徐々に登場数が多くなり、やがてオープニングやDVDの表紙にも登場し、レギュラー化した。話が進むに連れ、ブースやラボのメンバーとも打ち解けてきた様子で、仕事上としてだけではなく、友人として彼らを心配し、親身に相談に乗ろうとしている様子が見受けられる。
第5シーズンではデイジーに求婚し受け入れられるも、最終話において彼女が調査団の一員としてマルク諸島に赴くことになってしまう。一時は仕事と地位を捨ててでも彼女に付いていく気であったが、最終的にはアメリカに残る事を選んだ。
第7シーズンからは、銃器の携帯許可を取得。身重のブレナンに代わって、ブースと共に現場に赴き調査に当たることが増えている。一度別れたデイジーとはよりを戻しており、その後の交際も順調な様子。
第10シーズンにおいてデイジーが妊娠、幸福の絶頂を迎えるが、FBIを巻き込む巨大な陰謀の捜査中に殺害される。
ジェームズ・オーブリー (James Aubrey) 捜査官
演 - ジョン・ボイド、日本語吹替 - 森久保祥太郎
第10シーズンで初登場したFBI捜査官。殉職したスイーツの代わりにブースの新たな相棒となった。痩せているが大食いで、向上心が強く、政界進出の計画を立てている。ゲームが好きで、FBIの歴史に詳しい一面もある。また、ウォレンと恋人関係にある。
父親が証券詐欺事件を起こし、母親共々無一文の状態で捨てられた過去がある。そのためか金融関係者には敵対心を見せる。

### サブキャラクター
ラス・ブレナン (Russ Brennan)
演 - ローレン・ディーン、日本語吹替 - 桐本琢也
本名はカイル・キーナン(Kyle Keenan)。テンペランスの4歳年上の兄。秘密を守るという父との約束を守ったため、妹テンペランスに避けられ続けていたが、第1シーズンの終盤で誤解が解け和解した。然し2人の娘を持つエイミー・ホリスター（日本語吹替：木下紗華）との結婚を間近に控えていた或る日、命を狙われて再会した父と共に姿を消してしまう。父が逮捕された後も逃亡を続けていたが、下の娘のヘイリー（日本語吹替：安藤紫緒）が苦しい闘病生活の中でラスを恋しがり、テンペランスに懇願された父の指示によりテンペランスの前に現れたところをブースに逮捕される。娘たちには自分が服役しているとは言えず、ビルマで働いていることにしている。
マシュー・ブレナン (Matthew Brennan)
演 - ライアン・オニール、日本語吹替 - 小山武宏→金尾哲夫
本名はマックス・キーナン(Max Keenan)。テンペランス（ジョイ）とその兄ラス（カイル）の父親。訳ありの財産ゆえに被害届を出せない貸金庫を専門に狙う頭脳派の強盗だが、白人至上主義に通じる過激な武装集団と繋がりを持っていた事は関係者の間では未だに謎となっている。
家族を守るためには殺人をも厭わぬ姿勢をみせる。自分を狙ってラスが銃撃された折、神父を装って娘と再会した。整形して顔を変えていたため、最初はテンペランスも父親だとは気付かなかった。その場は逃走するが、後にテンペランスに会いに来てブースに逮捕された。その後、ジュリアン検事によって複数の殺人の容疑者として起訴される事となった。
シーズン4にも引き続き登場し、嘗て優秀な理科教師であった事を買われて、カミールからジェファソニアンに来る子供達に研究所の案内や科学を教える仕事を与えられる。この件について、テンペランスが猛烈に反対したために、彼は教職を辞そうとする。が、彼女が父親と仲良く出来るようにという思いと、息子パーカーの良い教師となってくれることを願ったブースがテンペランスを説得し、そのまま教職に留まる事になった。
クリスティン・ブレナン (Christine Brennan)
演 - ラリッサ・ミラー
本名はルース・キーナン(Ruth Keenan)。夫マシューと共に失踪し、長い間消息は不明だったが、第1シーズンの終盤で白骨死体となって娘と哀しい再会を果たした。
第2シーズンでは、夫マックスが逮捕と引き替えに、テンペランスに彼女のビデオメッセージが入ったVHSを届ける。内容はテンペランスの16歳の誕生日を祝うもの。
キャロリン・ジュリアン (Caroline Julian) 検事
演 - パトリシア・ベルチャー、日本語吹替 - 磯辺万沙子
第1シーズンの第19話「消えた記憶」で濡れ衣を着せられたテンペランスを救おうとしたブースに連れられてきた検事。以降も度々登場し、検察側の協力者としてテンペランスらを支援する。しかし第3シーズンではテンペランスの父、マシュー・ブレナンの公判において弁護側に立つ彼女と対立し、彼を死刑判決を受ける寸前まで追い詰めている。検事としては非常に優秀で、マシューの公判ではラスの証言を利用して陪審員に対し自身に有利な印象を与えた。性格はきつく、物事をハッキリと言い、その迫力と貫禄からブースすらも真面に言い返す事が出来ない。また正義感が強く、法律の運用に厳格であり、犯罪者に対して厳しい態度をとる一方、自身がよく知る人間、或いはその周囲の人間が犯罪行為に関わっている時、巻き込まれた時には、法律の範囲内でだが便宜を図る事もある。
いつも眉間に皺を寄せて口元をひん曲げた不機嫌そうな表情をしているが、実は結構茶目っ気のある人物である。テンペランスにブースとのキスを要求し、シリーズ初のキスシーンとなった。
元夫は弁護士でシリーズ中に度々裁判で争っている。第3シーズン最終話『下顎骨の秘密』では金庫室からの骸骨紛失後、すべての職員とブース・スイーツが容疑者となったため現場の陣頭指揮を執っている。
ゴードン・ワイアット (Gordon Wyatt) 医師
演 - スティーブン・フライ、日本語吹替 - 金子由之
アイスクリーム屋のピエロを銃撃したブースに復職の許可を与えるためのセラピーを担当した精神科医。後にブースがブレナンを紹介し、彼女にも助言を行っている。心理学や精神医学を認めないブレナンさえも認める、高い実力の持ち主。スイーツ曰く精神分析の大家。
第4シーズン第21話で再登場し、若かりし頃はロックバンド（ノディ・コメット）のギタリストをしていたことを明かす。ブースもそのバンドを知っていた。
インターポールに出向していたが、引退し料理学校へ入る事を決意。第5シーズン第7話からレストラン La Coupole のシェフとして登場。ニックネームは「ゴードンゴードン」。
クラーク・エジソン (Clark Edison) 博士
演 - ユージン・バード、日本語吹替 - 利根健太朗
第3シーズンの冒頭でイラクに飛んだザックの後任候補として採用が検討されていた男性。ブレナンの父の裁判ではブレナンや弁護士と共に、彼を救おうと尽力した。第4シーズン以降も度々登場し、助手を務める。至って真面目な性格をしており仕事にも情熱を持っているが、それ故度々仕事から脱線してしまうブレナン達のノリについていけない場面があり、苦々しげな表情を見せることも。科学者として優秀であるようで、第4シーズン第23話で複数いるブレナンの助手候補達の中でも高い評価を受けていた。ブレナンの父親の裁判では当時ブレナンの助手だったザックすらも舌を巻くほどの着眼点を披露した。この後もザックはこの件を悔しがっている。なお美人の彼女がおり、彼女からは見た目に反して恋愛に関してはかなり情熱的、と評価されている。
ブレナンやブースと同様に祖父に育てられ、第5シーズンでブースが祖父を引き取ると言った際には珍しく感情的になりブースを賞賛している。法人類学に進んだのは祖父の為だとサローヤンとの会話で述べている。
その後、無事博士号を取得したらしく、第8シーズンの冒頭においては、行方不明のブレナンの不在を埋める形で法人類学者としてジェファソニアンに勤務している。ラボのメンバーが、ブレナンが送ったヒントから真犯人を逮捕するための手掛かりを掴む為に奮闘する中、彼女の復帰が自分のクビを意味する事も承知の上で捜査に全力を尽くし、その姿勢を評価したサローヤンから、ブレナンの復帰後も現在のポジションに残る事を許可された。
第10シーズンでは、度々ジェファソニアンに寝泊まりしている事をサローヤンに咎められる。前述の恋人と長年の交際の末に破局したことで精神的に落ち込んでおり、仕事に没頭することで忘れようとしている様子。
ジャレッド・ブース (Jared Booth)
演 - ブレンダン・フェア、日本語吹替 - 加瀬康之
ブースの弟で軍の情報部に勤める将校。17歳の頃から軍に在籍し、階級は少佐だった。
第4シーズンにて初登場。ブースに劣らず魅力的な男性であり、軍のパーティにブレナンを伴い出席して口説いている。一方で酒癖が悪く飲酒運転で事故を起こしてしまい、ブースがそれを揉み消すために捜査中の事件の大手柄を地元警察に譲り渡す事となった。その結果、職を失わずに済んだが、その事を知ったブレナンから叱責と平手打ちを食らう。
幼い頃から父親の虐待から兄に守られ、事件を起こす度に兄が庇っていたため、あまり世間の苦労を知らない。また知らず知らずのうちに兄に甘えるという側面を持っていた。その一方で、自分を守ってくれる存在であると同時に何かと拘束しようとするブースから自立したいという気持ちも持ち合わせている。
第4シーズンで“墓掘人”に誘拐されたブースを救おうとして遺体を盗むなどしたため、MPに拘束され不名誉除隊となった。その後、バイクでインドに旅立つことを決意する。第5シーズンでは帰国しており現地で知り合った元娼婦の小学校教師パドメと結婚を決めている。
第11シーズンで麻薬王に対する犯罪組織に潜入中の捜査官のリストを盗むための強盗の最中に銃撃戦により死亡。遺体はリストを守るために強盗の1人として潜入していたブースによって焼かれた。ただし、劇中では既に死亡している設定だったため死体は代役でブレンダン・フェアは出演していない。
ハワード・エップス (Howard Epps)
演 - ヒース・フリーマン、日本語吹替 - 小野大輔
金髪の少女を殺害して逮捕された死刑囚。第1シーズンでは死刑を翌日に控えた死刑囚として登場する。しかし、死刑執行寸前でブースとブレナンが彼が殺して埋めた新たな遺体を発見、新たな遺体の捜査と公判の終了まで死刑執行が延期になった。
第2シーズン序盤に再登場し、キャロライン（日本語吹替：高森奈緒）という女性と獄中結婚していたことが判明する。また、逮捕後に殺人を行った共犯者がいたがブースを襲っているところをブレナンに射殺された。
同じく第2シーズンにおいて脱獄する。脱獄後はアンジェラに心臓を送りつけるなど、ブレナンの仲間を標的とした。その後キャロラインを頭部を切断して殺害し、頭部に臭化メチルが入ったカプセルを仕込んだ。頭部を切開しようとしたサローヤンがそれを吸い込んで一時危篤状態となった。キャロラインの遺体に爆弾を仕掛け爆発させた挙句、ついにはブレナンの部屋に忍び込む。しかし、それを想定していたブレナンと居場所を突き止めて突入してきたブースに銃を突き付けられ追い詰められる。最終的には刑務所に戻ることを拒みベランダから飛び降りようとしたため、ブースに腕を掴まれるも助かろうとせず転落して死亡した。
ヘザー・タフェット (Heather Taffet) 検事
演 - デアーダー・ラブジョイ、日本語吹替 - 片貝薫
ワシントンD.C.検事。その正体は子供などを誘拐した上で生き埋めにし、身代金を要求する「墓掘り人」とよばれるシリアルキラー。検事としての立場を利用して誘拐された家族が払えるギリギリの身代金を要求し、救出できる酸素量を逆算して要求までの時間を計算するなど緻密に計画された犯罪を繰り返していた。ブレナン博士やホッジンス博士、ブースを誘拐してFBIやラボの面々を翻弄したが、ブースが誘拐されたことをきっかけに正体を知られて逮捕される。
裁判では自己弁護をしてブレナン博士らを追い詰めるも、ブレナン博士らの鑑定によって有罪判決を受け収監される。
シーズン６で上告し連邦裁判所への出廷中にブロードスキーによって.338ラプア・マグナム弾で狙撃され、頭を吹き飛ばされた。
ジェイコブ・ブロードスキー (Jacob Broadsky)
演 - アーノルド・ヴォスルー
第6シーズンに登場。タフェットを狙撃して殺害した張本人であり、他にも悪人を標的とした殺人を行った元軍人。腕のいいスナイパーでブースの友人。正義のために殺人を行っているが、邪魔になる人間は殺す冷酷な性格でもある。
邪魔をしてくるブースを狙うようになり、最終的にはブースを殺害しようとする。しかし、狙撃の際に目印となるブースの携帯をナイジェルマリーが持っていたためブースと勘違いして撃ってしまい、その結果ナイジェルマリーは死亡した。最後は港でブースと1対1で銃撃戦を行うも、脚を撃たれ逮捕された。
クリストファー・ペラント (Christopher Pelant)
演 - アンドリュー・リーズ、日本語吹替 - 花輪英司
第7シーズンで初登場。天才的なシリアルキラーで、猟奇殺人を行う。デンマーク生まれで、アメリカ育ちだがエジプト国籍である。捜査が進められるうちに、ブースやブレナンたちを標的とした行動をとるなど狡猾な手段を使った。また、ブレナンに対する執着が強い。
ハッキングの腕も確かで、無人攻撃機をハッキングしたりホッジンズの口座から全額抜き取るなど高度な技術を持つ。
一度、逃亡する際にブースに顔を撃たれた。そのため、それ以降は顔の右側には大きな傷の後がある状態で登場する。
第9シーズンでは隠れ家に1人で来たブレナンを自分のいるところへ誘い込み、後から突入してきたブースに対してはブレナンを人質として爆弾のスイッチで脅しをかけた。しかしブレナンの言葉に従ったブースにあえなく射殺された。
ジュヌビエーブ・ショーFBI特別捜査官
演 - ティナ・マジョリーノ、日本語吹替 - [[]]

### ザックの後任候補
精神科病院に入ったザックの後任候補であり、第4シーズン以降は毎回入れ替わる形でジェファソニアン研究所で事件解決に当たる。皆、優秀な科学者で事件解決への手がかりを見つけ出すことも多いが、後任は決まっていない。クラーク・エジソンについては前節を参照。
デイジー・ウィック (Daisy Wick)
演 - カーラ・ギャロ、日本語吹替 - 斉藤梨絵
第4シーズン第3話「浮気の代償」より登場。後任候補唯一の女性。ブレナンに憧れており、英雄視している。何かと自らの功績や能力をアピールし、テンションが高くおしゃべりで空気の読めない発言が多い事から、研究所のメンバーを度々苛立たせる傾向にある。「本人を傷つけずに辞めさせたい」というカミールの意向によって、スイーツが彼女にクビを宣告。しかしスイーツは密かに彼女と交際しており、「もう隠す必要がなくなった」と言う理由で見事デイジーを傷つけずに辞めさせることに成功した。
第5シーズン5話にて、スイーツの口添えで24時間の研修生として再び登場。以降も継続して不定期に登場している。
キリストの誕生日は三月という持論を持っており、クリスマスは祝わない主義。
第10シーズンで愛するスイーツを失うが、研究所に復帰後まもなく彼の遺児、シーリーを仲間の見守る中で無事に出産した。
ウェンデル・ブレイ (Wendell Bray)
演 - マイケル・グラント・テリー、日本語吹替 - 真仲恵吾
第4シーズン第5話「完全なる世界の崩壊」より登場。親戚や知り合いが多種多様な職に就いているという環境で育ったために、人並み外れて豊富な知識を持つ。他のインターンと比べ突出した個性はないが、至って真面目な好青年である。ブースも彼を気に入っており、ホッケーの試合に一緒に出たりと良好な関係にある。
年の離れた女性と交際していた被害者を扱った際、ブレナンから「年上の女と寝たことがあるか」と尋ねられ、勘違いを起こしてかなり困惑していた。それというのも多額の借金があったせいで、無事に大学を卒業して良い職に就くために問題を起こしたくなかったから。アンジェラには借金はマフィアから借りているのではないかと心配されていたが、実際には彼が生まれ育った街は経済的に困窮した地域で、彼を大学に行かせるために知り合い達が費用を出し合ってくれたというものであった。第5シーズン2話では奨学金が打ち切られ、ジェファソニアンを去らざるを得なくなったが、資産に余裕のあるブレナン、ホッジンズ、カミールが匿名で寄付したことで残ることが出来た。
ザックが一時的に研究所に戻ったことにより自ら研究所を去るが、その後も再び登場している。
第9シーズン第13話「つらすぎる真実」にて、ユーイング肉腫であると判明する。ブレナンに第一人者の専門医を紹介され化学療法を薦められるも、長期生存率の低さや、父親も癌であり科学療法で長年苦しむ光景を目の当たりにしていた事から、一度は治療を拒否する。そして海外を見て回りたいという夢を叶えるために旅立とうとしたが、「愛する人達に『戦う男』だったことを覚えていて欲しい」と考えを改め、病気と向き合う事を決意する。第20話で復帰するが、ブレナンに医療用大麻を薦められた事から、嘘はつきたくないと薦められる前から大麻を使用していた事をブレナンに告白。その後、カミールにも同じように医療用大麻の使用を告白するが、医療目的でも大麻の使用は連邦法では違法であり、証拠を扱う上で連邦政府の研究所においておけないと告げられ荷物をまとめる事になる。しかし、ブースが解雇は不当だと司法省のキャロリンに駆け合い、証拠には触れずX線や報告書を精査し意見をする契約職員の顧問として再雇用されることになる。
第10シーズンでは医療用大麻を使わなかったため現場復帰を果たした。
コリン・フィッシャー (Colin Fisher)
演 - ジョエル・ムーア、日本語吹替 - 落合弘治
第4シーズン第6話「血染めのエレベーター」より登場。所謂メンヘラ気味の青年で、精神科の施設にも何度か出入りしている人物。何かと悲観したがる根暗な性格を持ち、頻繁に自分を卑下するようなネガティヴな言動をしては、周囲にまで鬱を伝染させている。但し能力的には優秀であり、ブレナンも度々称賛するほど。インターンの中では最も背が高く、黒ずくめのファッションを好み、耳と唇にピアスを付けている。
第14話にてオタクであることが判明し、それが原因で彼女とも破局したという。しかしその趣味が幸いして事件解決に繋がる手がかりを発見することになった。第5シーズン第9話ではSFマニアぶりも披露しており、同じくSF好きのホッジンズとランスの二人を『アバター』の先行上映に誘い、良席を確保するためテントまで持参して行列に並んでいる。ちなみにフィッシャー役のジョエル・ムーアは、『アバター』にノーム・スペルマン役として出演した俳優である。また第8シーズン第8話では、ブラックユーモア専門のアマチュアお笑い芸人として時折ステージに立っている事も判明している。
根暗なわりに女性関係は派手で、本人曰く「百人斬り間近」。作中でも事件の容疑者と寝た事が露見してクビにされかけたり、件のテントで知り合ったばかりの女性とSEXをしたりしている。
ビンセント・ナイジェルマリー (Vincent Nigel-Murray)
演 - ライアン・カートライト、日本語吹替 - 小川輝晃
第4シーズン第7話「聖人の秘密」より登場。イギリス出身。お坊ちゃん風の容姿に反して陽気でおしゃべりな人物。仕事の最中にも絶えず事件と無関係なトリビアの数々を披露しては研究所のメンバー(主に共に調査することの多いカミール)を閉口させているが、本人曰くそうすることで集中力を保っているらしい。ノリの良さで通じるものがあるのか、ホッジンズとつるむ事が多く、その度におかしな実験に付き合わされているせいでカミールから警告を受けた事があった。然し本人にも楽しんでいる節がある。ブレナンを尊敬しており、彼女に認めてもらいたがる描写もある。ブレナンからは「ナイジェルマリーさん」とさん付けで呼ばれる。
第6シーズン第22話｢心の傷｣において、ブースと間違われて(目印となるブースの携帯電話を預けられていた、)元軍人のテロリスト・ブロードスキーにライフルで狙撃され命を落とす。｢この場所と皆さんが大好きなんです。僕を追い出さないで｣と哀訴しながら死んでいく彼の姿は、必死に救命措置を施していたブレナンとブースに深いショックを与えたが、悲しむブレナンをブースが懸命に慰めたことが、結果的に二人が結ばれる切っ掛けとなった。彼の死後、ホッジンズとアンジェラの間に生まれた長男マイケルのミドルネームには「ビンセント」が名付けられた。
第9シーズン以降は、ジェファソニアン研究所の一角に遺影が飾られている。
アラスト・バジリ (Arastoo Vaziri)
演 - ペジ・ヴァーダト、日本語吹替 - 河相智哉
第4シーズン第17話より登場。敬虔なイスラム教徒で思い遣りのあるイラン人。
第5シーズン第4話では宗教を認めて貰おうとヨルダン訛りを態と話していたが、豚の骨の担当(宗教的理由)の事でカミールと言い合い、訛っていないのがバレてしまった。但し、吹替版では訛りが表現されていたのは第5シーズン第4話のみ。又、野球好きで高校時代は州の代表でスカウトが来た事も有る(第5シーズン第19話)。昔はイラクで軍隊の通訳をしており、自分の同行していた部隊がテロリストに襲われ殺されそうになった時、テロリストを射殺した。そのテロリストにも家族がいたことなどで今でも罪悪感を持っており、自らを度々悪魔と称している。その後カミールと恋人同士となる。
フィン・アバーナシー (Finn Abernathy)
演 - ルーク・クラインタンク、日本語吹替 - 早志勇紀
第7シーズン、第2話より登場。カミールの推薦を受けて試験採用された実習生。
16歳の時に大学を二年で首席卒業し、目下博士号取得も近いと言われている優秀な若者。但し(ハンサムではあれど)粗野なチンピラのような風貌をしており、言葉遣いもやや雑。実は数年前に窃盗など幾つかの犯罪を犯し、3年間少年院に収監されていた過去を持つ。
現在は更生したと主張しており、勤務態度も非常に真面目、且つブレナンすら認めるほどの能力を見せるが、登場当初はジュリアン検事が｢犯罪歴のある人間を法務機関に就職させるとは｣とカミールを非難しているのを目撃したり、ホッジンスに非行歴について嫌味を言われたりして捨て鉢になりかけるなど、やや危うい所も見せた。
犯罪歴の中には、自身を虐待していた継父を脅して逮捕されたという一件もある。そもそもフィンが法人類学を学ぼうと思ったのは、自分や母親に暴力を振るう継父を、その高度な知識で以てこっそり亡き者にしてやろうと企んでいたからだった。その後継父が行方不明になったために殺害の嫌疑もかけられたが、彼自身は｢殺そうとも思ったが、ブレナン博士の存在を知ってからは、博士がいる限り必ず死体を発見されて捕まるとわかり思い止まった｣と、無実である旨を話している。
カミールから貰ったジェファソニアンのキャップを後ろ前にして常にかぶっている。
ティーンエイジャーでありジェファソニアンでは一番若年であるため、他のインターン達から「kid」と呼ばれるなど、何かと子ども扱いされる。
女性にもてるようで、カミールの前で美人の女学生に言い寄られた上、届け物に来たミシェルともいい雰囲気になっていた。ミシェルとはカミール公認の交際をするがボストンでの研修中にミシェルに他に好きな人が出来たため別れる。
ホッジンズとは互いに「サーストン」「オーピー」と呼び合う友人のような関係だが、死んだ祖母の作ってくれた最後のホットソースをホッジンズに食べられたことで口論となる。祖母が死んだことでもう作ることは出来ないと知ったホッジンズは償いとして、ビンに残された僅かなソースを質量分析計で分析し、フィンも驚くほど完璧に再現する。二人は再現したソースを フィニガーのレストランに売り込み販売、評判となり全国展開することとなる。
オリバー・ウェルズ (Oliver Wells)
演 - ブライアン・クラッグマン、日本語吹替 - 桐本琢也
第8シーズン、第17話より登場。物理学の博士号、天文学と野生動物生態学の修士号を持ち、あと2単位で法人類学の修士号を取得できる状態であり、司法試験も通過している。
極めて高い知能の持ち主だが、それ故に周囲の人間を(あからさま過ぎて怒りも湧かないほどに)格下扱いした言動を取ったり、上司を上司とも思わないような態度を度々見せるため、研究所のメンバーからも、他のインターンからも快く思われていない。本人も「友達がいない」ことを一応気にしてはいる様子。
ジェシカ・ウォレン (Jessica Warren)
演 - ローラ・スペンサー、日本語吹替 - 牧野由依
第9シーズンより登場。優秀だが勘でものを言うことが多い。スイーツと一晩を共にしたこともある。
第10シーズンにおいて複数の家族との共同生活の中で育ったことが明かされた。また、オーブリーと恋人関係である。

## エピソード一覧

### シーズン一覧
| シーズン | シーズン | エピソード | 米国での放送日 | 米国での放送日 |
| シーズン | シーズン | エピソード | 初回           | 最終回         |
| -------- | -------- | ---------- | -------------- | -------------- |
|          | 1        | 22         | 2005年9月13日  | 2006年5月17日  |
|          | 2        | 21         | 2006年8月30日  | 2007年5月16日  |
|          | 3        | 15         | 2007年9月25日  | 2008年5月19日  |
|          | 4        | 26         | 2008年9月3日   | 2009年5月14日  |
|          | 5        | 22         | 2009年9月17日  | 2010年5月20日  |
|          | 6        | 23         | 2010年9月23日  | 2011年5月19日  |
|          | 7        | 13         | 2011年11月3日  | 2012年5月14日  |
|          | 8        | 24         | 2012年9月17日  | 2013年4月29日  |
|          | 9        | 24         | 2013年9月16日  | 2014年5月19日  |
|          | 10       | 22         | 2014年9月25日  | 2015年6月11日  |
|          | 11       | 22         | 2015年10月1日  | 2016年7月21日  |
|          | 12       | 12         | 2017年1月3日   | 2017年3月28日  |

### シーズン1 （2005年 - 2006年）
| 通算 | 話数 | タイトル               | 原題                           | 監督                         | 米国放送日     | 視聴者数 (万人) |
| ---- | ---- | ---------------------- | ------------------------------ | ---------------------------- | -------------- | --------------- |
| 1    | 1    | 墓地の眠れぬ魂         | Pilot                          | グレッグ・ヤイタネス         | 2005年9月13日  | 1,079           |
| 2    | 2    | 自爆テロリストの真実   | The Man in the S.U.V.          | Allan Kroeker                | 2005年9月20日  | 739             |
| 3    | 3    | 木に吊るされた少年     | A Boy in a Tree                | Patrick Norris               | 2005年9月27日  | 787             |
| 4    | 4    | クマの中に残された証拠 | The Man in the Bear            | Allan Kroeker                | 2005年11月1日  | 799             |
| 5    | 5    | 小さな死体             | A Boy in a Bush                | Jesús Treviño                | 2005年11月8日  | 686             |
| 6    | 6    | 壁の中の逃走           | The Man in the Wall            | Tawnia McKiernan             | 2005年11月15日 | 884             |
| 7    | 7    | 32時間の命             | A Man on Death Row             | David Jones                  | 2005年11月22日 | 725             |
| 8    | 8    | 冷蔵庫に捨てられた少女 | The Girl in the Fridge         | Sanford Bookstaver           | 2005年11月29日 | 764             |
| 9    | 9    | 過去からのプレゼント   | The Man in the Fallout Shelter | グレッグ・ヤイタネス         | 2005年12月13日 | 712             |
| 10   | 10   | 自分を消し去った女     | The Woman at the Airport       | グレッグ・ヤイタネス         | 2006年1月25日  | 1,137           |
| 11   | 11   | 守りたいもの           | The Woman in the Car           | ドワイト・リトル             | 2006年2月1日   | 1,264           |
| 12   | 12   | ヒーローの死           | The Superhero in the Alley     | ジェームズ・ホイットモア・Jr | 2006年2月8日   | 1,191           |
| 13   | 13   | 家族の庭               | The Woman in the Garden        | Sanford Bookstaver           | 2006年2月15日  | 1,187           |
| 14   | 14   | 7人目の死体            | The Man on the Fairway         | Tony Wharmby                 | 2006年3月8日   | 1,182           |
| 15   | 15   | パートナーの危機       | Two Bodies in the Lab          | Allan Kroeker                | 2006年3月15日  | 1,207           |
| 16   | 16   | 地下の住民たち         | The Woman in the Tunnel        | Joe Napolitano               | 2006年3月22日  | 1,114           |
| 17   | 17   | 砂漠の恋人             | The Skull in the Desert        | Donna Deitch                 | 2006年3月29日  | 1,124           |
| 18   | 18   | 黒ひげの呪い           | The Man with the Bone          | Jesús Treviño                | 2006年4月5日   | 1,014           |
| 19   | 19   | 消えた記憶             | The Man in the Morgue          | ジェームズ・ホイットモア・Jr | 2006年4月19日  | 1,028           |
| 20   | 20   | 移植された悲劇         | The Graft in the Girl          | Sanford Bookstaver           | 2006年4月26日  | 1,033           |
| 21   | 21   | 英雄の秘密             | The Soldier on the Grave       | Jonathan Pontell             | 2006年5月10日  | 950             |
| 22   | 22   | マルコとポーロの再会   | The Woman in Limbo             | Jesús Treviño                | 2006年5月17日  | 907             |

### シーズン2 （2006年 - 2007年）
| 通算 | 話数 | タイトル               | 原題                                     | 監督                       | 米国放送日     | 視聴者数 (万人) |
| ---- | ---- | ---------------------- | ---------------------------------------- | -------------------------- | -------------- | --------------- |
| 23   | 1    | 遺された思い出         | The Titan on the Tracks                  | Tony Wharmby               | 2006年8月30日  | 861             |
| 24   | 2    | 断ち切られた絆         | The Mother and Child in the Bay          | Jesús Treviño              | 2006年9月6日   | 913             |
| 25   | 3    | ジュリエットの悲劇     | The Boy in the Shroud                    | Sanford Bookstaver         | 2006年9月13日  | 859             |
| 26   | 4    | 殺人ゲーム             | The Blonde in the Game                   | ブライアン・スパイサー     | 2006年9月20日  | 755             |
| 27   | 5    | 嘘に溶けた真実         | The Truth in the Lye                     | Steven DePaul              | 2006年9月27日  | 780             |
| 28   | 6    | スイートルームの女     | The Girl in Suite 2103                   | Karen Gaviola              | 2006年10月4日  | 810             |
| 29   | 7    | 幼きクイーンの悲劇     | The Girl with the Curl                   | Thomas J. Wright           | 2006年11月1日  | 733             |
| 30   | 8    | 砂漠に捨てられた女     | The Woman in the Sand                    | Kate Woods                 | 2006年11月8日  | 752             |
| 31   | 9    | 届かぬ地中の叫び       | Aliens in a Spaceship                    | Craig Ross, Jr.            | 2006年11月15日 | 783             |
| 32   | 10   | 眠れぬ森の魔女         | The Headless Witch in the Woods          | Tony Wharmby               | 2006年11月29日 | 866             |
| 33   | 11   | 過去からの告発         | Judas on a Pole                          | デイヴィッド・ドゥカヴニー | 2006年12月13日 | 862             |
| 34   | 12   | 最後の勝者             | The Man in the Cell                      | Jesús Treviño              | 2007年1月31日  | 1,240           |
| 35   | 13   | 沼に沈んだ青春         | The Girl in the Gator                    | Allan Kroeker              | 2007年2月7日   | 1,257           |
| 36   | 14   | 友情とルールのジレンマ | The Man in the Mansion                   | ドワイト・リトル           | 2007年2月14日  | 1,228           |
| 37   | 15   | 赤いテープ             | Bodies in the Book                       | Craig Ross, Jr.            | 2007年3月14日  | 1,036           |
| 38   | 16   | 骨のない死体           | The Boneless Bride in the River          | Tony Wharmby               | 2007年3月21日  | 1,047           |
| 39   | 17   | 神の庭の犯罪者         | The Priest in the Churchyard             | Scott Lautanen             | 2007年3月28日  | 1,058           |
| 40   | 18   | 君を諦めない           | The Killer in the Concrete               | Jeff Woolnough             | 2007年4月4日   | 1,053           |
| 41   | 19   | 切り裂かれた栄光       | Spaceman in a Crater                     | ヤノット・シュワルツ       | 2007年5月2日   | 1,056           |
| 42   | 20   | 光る骨                 | The Glowing Bones in the Old Stone House | キャレブ・デシャネル       | 2007年5月9日   | 1,023           |
| 43   | 21   | 愛ゆえの選択           | Stargazer in a Puddle                    | Tony Wharmby               | 2007年5月16日  | 1,088           |

### シーズン3 （2007年 - 2008年）
| 通算 | 話数 | タイトル                     | 原題                              | 監督                 | 米国放送日     | 視聴者数 (万人) |
| ---- | ---- | ---------------------------- | --------------------------------- | -------------------- | -------------- | --------------- |
| 44   | 1    | 金庫室の晩餐                 | The Widow's Son in the Windshield | Ian Toynton          | 2007年9月25日  | 840             |
| 45   | 2    | 青空に散った正義と真実       | Soccer Mom in the Mini-Van        | Allan Kroeker        | 2007年10月2日  | 798             |
| 46   | 3    | サラブレッドの最期           | Death in the Saddle               | Craig Ross, Jr.      | 2007年10月9日  | 848             |
| 47   | 4    | 土の中の秘密                 | The Secret in the Soil            | Steven DePaul        | 2007年10月23日 | 894             |
| 48   | 5    | ハロウィーンの悪夢           | Mummy in the Maze                 | Marita Grabiak       | 2007年10月30日 | 885             |
| 49   | 6    | 燃え尽きた優等生             | Intern in the Incinerator         | Jeff Woolnough       | 2007年11月6日  | 952             |
| 50   | 7    | タイムカプセルの少年         | The Boy in the Time Capsule       | チャド・ロウ         | 2007年11月13日 | 912             |
| 51   | 8    | 狙われた騎士                 | The Knight on the Grid            | ドワイト・リトル     | 2007年11月20日 | 870             |
| 52   | 9    | クリスマスの奇跡             | The Santa in the Slush            | Jeff Woolnough       | 2007年11月27日 | 962             |
| 53   | 10   | 泥に沈んだ栄光               | The Man in the Mud                | Scott Lautanen       | 2008年4月14日  | 854             |
| 54   | 11   | 観覧席に埋もれた青春         | Player Under Pressure             | Jessica Landaw       | 2008年4月21日  | 864             |
| 55   | 12   | 悲しき子守歌                 | The Baby in the Bough             | Ian Toynton          | 2008年4月28日  | 968             |
| 56   | 13   | 真実が裁かれるとき           | The Verdict in the Story          | ヤノット・シュワルツ | 2008年5月5日   | 813             |
| 57   | 14   | アメリカン・アイドル殺人事件 | The Wannabe in the Weeds          | Gordon C. Lonsdale   | 2008年5月12日  | 942             |
| 58   | 15   | 下顎骨に刻まれた秘密         | The Pain in the Heart             | Allan Kroeker        | 2008年5月19日  | 1,015           |

### シーズン4 （2008年 - 2009年）
| 通算 | 話数 | タイトル                | 原題                                    | 監督                   | 米国放送日     | 視聴者数 (万人) |
| ---- | ---- | ----------------------- | --------------------------------------- | ---------------------- | -------------- | --------------- |
| 59   | 1    | イギリス事件簿: パート1 | Yanks in the U.K.: Part 1               | Ian Toynton            | 2008年9月3日   | 917             |
| 60   | 2    | イギリス事件簿: パート2 | Yanks in the U.K.: Part 2               | Ian Toynton            | 2008年9月3日   | 1,022           |
| 61   | 3    | 浮気の代償              | Man in the Outhouse                     | Steven DePaul          | 2008年9月10日  | 891             |
| 62   | 4    | 無垢なる者の牙          | The Finger in the Nest                  | Jeff Woolnough         | 2008年9月17日  | 971             |
| 63   | 5    | 完全なる世界の崩壊      | The Perfect Pieces in the Purple Pond   | ヤノット・シュワルツ   | 2008年9月24日  | 961             |
| 64   | 6    | 血染めのエレベーター    | The Crank in the Shaft                  | Steven DePaul          | 2008年10月1日  | 982             |
| 65   | 7    | 聖人の秘密              | The He in the She                       | Craig Ross, Jr.        | 2008年10月8日  | 1,034           |
| 66   | 8    | デス・アート            | The Skull in the Sculpture              | Allan Kroeker          | 2008年11月5日  | 1,009           |
| 67   | 9    | 過去からの訪問者        | The Con Man in the Meth Lab             | Allison Liddi-Brown    | 2008年11月12日 | 1,087           |
| 68   | 10   | 殺人フライト            | The Passenger in the Oven               | Steven DePaul          | 2008年11月19日 | 1,073           |
| 69   | 11   | 良い親の条件            | The Bone That Blew                      | Jessica Landaw         | 2008年11月26日 | 976             |
| 70   | 12   | 潜入! サーカス団        | Double Trouble in the Panhandle         | ドワイト・リトル       | 2009年1月22日  | 997             |
| 71   | 13   | 殺意のリンク            | Fire in the Ice                         | チャド・ロウ           | 2009年1月22日  | 752             |
| 72   | 14   | 英雄の過去              | The Hero in the Hold                    | Ian Toynton            | 2009年2月5日   | 1,076           |
| 73   | 15   | 洞窟のプリンセス        | The Princess and the Pear               | Steven DePaul          | 2009年2月19日  | 950             |
| 74   | 16   | 溶ける骨                | The Bones That Foam                     | デヴィッド・ボレアナズ | 2009年3月12日  | 955             |
| 75   | 17   | 母親クラブ              | The Salt in the Wounds                  | Steven DePaul          | 2009年3月19日  | 1,019           |
| 76   | 18   | 愛する者との再会        | The Doctor in the Den                   | Ian Toynton            | 2009年4月2日   | 898             |
| 77   | 19   | 天才物理学者の誤算      | The Science in the Physicist            | Brad Turner            | 2009年4月9日   | 888             |
| 78   | 20   | 理想の結婚              | Cinderella in the Cardboard             | Steven DePaul          | 2009年4月15日  | 1,076           |
| 79   | 21   | 十字架の骸骨            | Mayhem on a Cross                       | Jeff Woolnough         | 2009年4月16日  | 872             |
| 80   | 22   | ライリー家の秘密        | The Double Death of the Dearly Departed | Milan Cheylov          | 2009年4月20日  | 838             |
| 81   | 23   | 仮面をかぶった女        | The Girl in the Mask                    | Ian Toynton            | 2009年4月23日  | 822             |
| 82   | 24   | マスコット殺人事件      | The Beaver in the Otter                 | Brad Turner            | 2009年4月30日  | 883             |
| 83   | 25   | 赤ワインは血の香り      | The Critic in the Cabernet              | Kevin Hooks            | 2009年5月7日   | 862             |
| 84   | 26   | "ザ・ラボ"殺人事件      | The End in the Beginning                | Ian Toynton            | 2009年5月14日  | 870             |

### シーズン5 （2009年 - 2010年）
| 通算 | 話数 | タイトル                     | 原題                                  | 監督                   | 米国放送日     | 視聴者数 (万人) |
| ---- | ---- | ---------------------------- | ------------------------------------- | ---------------------- | -------------- | --------------- |
| 85   | 1    | 楽園の果て                   | Harbingers in the Fountain            | Ian Toynton            | 2009年9月17日  | 1,036           |
| 86   | 2    | ジェームズ・ボンド殺人事件   | The Bond in the Boot                  | Alex Chapple           | 2009年9月24日  | 912             |
| 87   | 3    | 悲しみの旋律                 | The Plain in the Prodigy              | Allan Kroeker          | 2009年10月1日  | 943             |
| 88   | 4    | 隣人の秘密                   | The Beautiful Day in the Neighborhood | Gordon C. Lonsdale     | 2009年10月8日  | 1,029           |
| 89   | 5    | 心の血を流した少年           | A Night at the Bones Museum           | ヤノット・シュワルツ   | 2009年10月15日 | 959             |
| 90   | 6    | チキンファーム殺人事件       | The Tough Man in the Tender Chicken   | ドワイト・リトル       | 2009年11月5日  | 866             |
| 91   | 7    | カインとアベル               | The Dwarf in the Dirt                 | チャド・ロウ           | 2009年11月12日 | 1,022           |
| 92   | 8    | 愛の形見                     | The Foot in the Foreclosure           | Jeff Woolnough         | 2009年11月19日 | 988             |
| 93   | 9    | 天才ゲーマーの真実           | The Gamer in the Grease               | Kate Woods             | 2009年12月3日  | 992             |
| 94   | 10   | 聖夜の誓い                   | The Goop on the Girl                  | Tim Southam            | 2009年12月10日 | 1,090           |
| 95   | 11   | X-ファイル・イン・ロズウェル | The X in the File                     | Allison Liddi-Brown    | 2010年1月14日  | 1,067           |
| 96   | 12   | JFKの真実                    | Proof in the Pudding                  | Emile Levisetti        | 2010年1月21日  | 1,193           |
| 97   | 13   | 埋められた歯科医             | The Dentist in the Ditch              | ドワイト・リトル       | 2010年1月28日  | 1,237           |
| 98   | 14   | 天使と悪魔                   | The Devil in the Details              | Ian Toynton            | 2010年2月4日   | 1,237           |
| 99   | 15   | 魂の伴侶                     | The Bones on the Blue Line            | チャド・ロウ           | 2010年4月1日   | 844             |
| 100  | 16   | 二人の絆                     | The Parts in the Sum of the Whole     | デヴィッド・ボレアナズ | 2010年4月8日   | 999             |
| 101  | 17   | 同窓会殺人事件               | The Death of the Queen Bee            | Allan Kroeker          | 2010年4月15日  | 992             |
| 102  | 18   | 命の海の法則                 | The Predator in the Pool              | ドワイト・リトル       | 2010年4月22日  | 901             |
| 103  | 19   | 殺しのセッション             | The Rocker in the Rinse Cycle         | Jeff Woolnough         | 2010年4月29日  | 928             |
| 104  | 20   | 魔女たちの饗宴               | The Witch in the Wardrobe             | François Velle         | 2010年5月6日   | 905             |
| 105  | 21   | 正義の行方                   | The Boy with the Answer               | ドワイト・リトル       | 2010年5月13日  | 920             |
| 106  | 22   | 新たなる旅立ち               | The Beginning in the End              | Ian Toynton            | 2010年5月20日  | 921             |

### シーズン6 （2010年 - 2011年）
| 通算 | 話数 | タイトル                 | 原題                                  | 監督                   | 米国放送日     | 視聴者数 (万人) |
| ---- | ---- | ------------------------ | ------------------------------------- | ---------------------- | -------------- | --------------- |
| 107  | 1    | 再会のとき               | The Mastodon in the Room              | Ian Toynton            | 2010年9月23日  | 979             |
| 108  | 2    | 洞窟の二人               | The Couple in the Cave                | Milan Cheylov          | 2010年9月30日  | 975             |
| 109  | 3    | ジャージーショア殺人事件 | The Maggots in the Meathead           | Tim Southam            | 2010年10月7日  | 924             |
| 110  | 4    | ボーンズ VS. 賞金稼ぎ    | The Body and the Bounty               | ドワイト・リトル       | 2010年10月14日 | 958             |
| 111  | 5    | コンクリートに消えた骨   | The Bones That Weren't                | ヤノット・シュワルツ   | 2010年11月4日  | 926             |
| 112  | 6    | クルーズの甘い罠         | The Shallow in the Deep               | マーク・ヘルフリッチ   | 2010年11月11日 | 920             |
| 113  | 7    | チョコレート殺人事件     | The Babe in the Bar                   | Tim Southam            | 2010年11月18日 | 940             |
| 114  | 8    | 溶けた骨の真実           | The Twisted Bones in the Melted Truck | Gordon C. Lonsdale     | 2010年12月2日  | 883             |
| 115  | 9    | 私の中の彼女             | The Doctor in the Photo               | Ian Toynton            | 2010年12月9日  | 836             |
| 116  | 10   | 模倣の果て               | The Body in the Bag                   | Kate Woods             | 2011年1月20日  | 1,055           |
| 117  | 11   | 復讐と正義               | The Bullet in the Brain               | デヴィッド・ボレアナズ | 2011年1月27日  | 1,205           |
| 118  | 12   | 三姉妹の秘密             | The Sin in the Sisterhood             | Rob Hardy              | 2011年2月3日   | 1,020           |
| 119  | 13   | 危険なスタント           | The Daredevil in the Mold             | ドワイト・リトル       | 2011年2月10日  | 994             |
| 120  | 14   | バレンタインの出来事     | The Bikini in the Soup                | Ian Toynton            | 2011年2月17日  | 984             |
| 121  | 15   | 善と悪の境界             | The Killer in the Crosshairs          | Milan Cheylov          | 2011年3月10日  | 1,049           |
| 122  | 16   | 吹雪の日の出来事         | The Blackout in the Blizzard          | デヴィッド・ボレアナズ | 2011年3月17日  | 1,161           |
| 123  | 17   | 国境の遺体               | The Feet on the Beach                 | Emile Levisetti        | 2011年4月7日   | 1,058           |
| 124  | 18   | 伝説を葬った男           | The Truth in the Myth                 | チャド・ロウ           | 2011年4月14日  | 1,145           |
| 125  | 19   | 財宝船殺人事件           | The Finder                            | ダニエル・サックハイム | 2011年4月21日  | 1,096           |
| 126  | 20   | プランターの骸骨         | The Pinocchio in the Planter          | François Velle         | 2011年4月28日  | 970             |
| 127  | 21   | 沈黙の告発               | The Signs in the Silence              | ドワイト・リトル       | 2011年5月5日   | 1,094           |
| 128  | 22   | 心の傷                   | The Hole in the Heart                 | Alex Chapple           | 2011年5月12日  | 1,048           |
| 129  | 23   | 新しい絆                 | The Change in the Game                | Ian Toynton            | 2011年5月19日  | 983             |

### シーズン7 （2011年 - 2012年）
| 通算 | 話数 | タイトル                 | 原題                              | 監督                   | 米国放送日     | 視聴者数 (万人) |
| ---- | ---- | ------------------------ | --------------------------------- | ---------------------- | -------------- | --------------- |
| 130  | 1    | 埋もれた記憶             | The Memories in the Shallow Grave | Ian Toynton            | 2011年11月3日  | 1,000           |
| 131  | 2    | フードファイター殺人事件 | The Hot Dog in the Competition    | ドワイト・リトル       | 2011年11月10日 | 864             |
| 132  | 3    | 悲しきプリンス           | The Prince in the Plastic         | Alex Chapple           | 2011年11月17日 | 876             |
| 133  | 4    | 小包にされた男           | The Male in the Mail              | Kevin Hooks            | 2011年12月1日  | 811             |
| 134  | 5    | 竜巻の真相               | The Twist in the Twister          | ヤノット・シュワルツ   | 2011年12月8日  | 864             |
| 135  | 6    | 暗号は背骨の中に         | The Crack in the Code             | Ian Toynton            | 2012年1月12日  | 839             |
| 136  | 7    | 消えた囚人               | The Prisoner in the Pipe          | Kate Woods             | 2012年4月2日   | 756             |
| 137  | 8    | ハイウェイの死体         | The Bump in the Road              | ドワイト・リトル       | 2012年4月9日   | 715             |
| 138  | 9    | 青い死体                 | The Don't in the Do               | ヤノット・シュワルツ   | 2012年4月16日  | 738             |
| 139  | 10   | いじめの結末             | The Warrior in the Wuss           | チャド・ロウ           | 2012年4月23日  | 716             |
| 140  | 11   | 一族の争い               | The Family in the Feud            | ドワイト・リトル       | 2012年4月30日  | 702             |
| 141  | 12   | ハリウッド殺人事件       | The Suit on the Set               | Emile Levisetti        | 2012年5月7日   | 721             |
| 142  | 13   | 決断のとき               | The Past in the Present           | デヴィッド・ボレアナズ | 2012年5月14日  | 994             |

### シーズン8 （2012年 - 2013年）
| 通算 | 話数 | タイトル               | 原題                            | 監督                   | 米国放送日     | 視聴者数 (万人) |
| ---- | ---- | ---------------------- | ------------------------------- | ---------------------- | -------------- | --------------- |
| 143  | 1    | 未来への一歩           | The Future in the Past          | Ian Toynton            | 2012年9月17日  | 798             |
| 144  | 2    | 仮面夫婦の真実         | The Partners in the Divorce     | Allison Liddi-Brown    | 2012年9月24日  | 761             |
| 145  | 3    | もう一人の自分         | The Gunk in the Garage          | Kate Woods             | 2012年10月1日  | 699             |
| 146  | 4    | 悲しきペット           | The Tiger in the Tale           | ドワイト・リトル       | 2012年10月8日  | 720             |
| 147  | 5    | 殺しのレシピ           | The Method in the Madness       | Kate Woods             | 2012年11月5日  | 730             |
| 148  | 6    | あの日を忘れない       | The Patriot in Purgatory        | François Velle         | 2012年11月12日 | 696             |
| 149  | 7    | 証拠なき殺人           | The Bod in the Pod              | Tim Southam            | 2012年11月19日 | 711             |
| 150  | 8    | 人気コメディアンの死   | The But in the Joke             | Ian Toynton            | 2012年11月26日 | 796             |
| 151  | 9    | 魂の宿る骨             | The Ghost in the Machine        | Milan Cheylov          | 2012年12月3日  | 729             |
| 152  | 10   | 輝く骨の秘密           | The Diamond in the Rough        | Alex Chapple           | 2013年1月14日  | 804             |
| 153  | 11   | 繭の中の考古学者       | The Archaeologist in the Cocoon | ヤノット・シュワルツ   | 2013年1月14日  | 779             |
| 154  | 12   | 悪魔の帰還             | The Corpse on the Canopy        | Rob Hardy              | 2013年1月21日  | 853             |
| 155  | 13   | 最後のメッセージ       | The Twist in the Plot           | Milan Cheylov          | 2013年1月28日  | 925             |
| 156  | 14   | ローラーゲーム殺人事件 | The Doll in the Derby           | Tawnia McKiernan       | 2013年2月4日   | 906             |
| 157  | 15   | 母との再会             | The Shot in the Dark            | François Velle         | 2013年2月11日  | 882             |
| 158  | 16   | 危険なパーティー       | The Friend in Need              | Jeffrey Walker         | 2013年2月18日  | 847             |
| 159  | 17   | 未来から来た死体       | The Fact in the Fiction         | ドワイト・リトル       | 2013年2月25日  | 877             |
| 160  | 18   | 癒されぬ過去           | The Survivor in the Soap        | Tim Southam            | 2013年3月4日   | 841             |
| 161  | 19   | 終末に備える人         | The Doom in the Gloom           | Kate Woods             | 2013年3月18日  | 758             |
| 162  | 20   | 胃の中のダイヤ         | The Blood from the Stones       | François Velle         | 2013年3月25日  | 696             |
| 163  | 21   | 法廷ゲームの結末       | The Maiden in the Mushrooms     | ヤノット・シュワルツ   | 2013年4月1日   | 705             |
| 164  | 22   | 許しのとき             | The Party in the Pants          | レジナルド・ハドリン   | 2013年4月15日  | 656             |
| 165  | 23   | 殺人ウイルスの恐怖     | The Pathos in the Pathogens     | チャド・ロウ           | 2013年4月22日  | 706             |
| 166  | 24   | 悪魔の罠               | The Secret in the Siege         | デヴィッド・ボレアナズ | 2013年4月29日  | 736             |

### シーズン9 （2013年 - 2014年）
| 通算 | 話数 | タイトル               | 原題                            | 監督                   | 米国放送日     | 視聴者数 (万人) |
| ---- | ---- | ---------------------- | ------------------------------- | ---------------------- | -------------- | --------------- |
| 167  | 1    | プロポーズの秘密       | The Secrets in the Proposal     | Ian Toynton            | 2013年9月16日  | 776             |
| 168  | 2    | 夫婦セラピーの罠       | The Cheat in the Retreat        | Alex Chapple           | 2013年9月23日  | 674             |
| 169  | 3    | ギャング団の真実       | El Carnicero en el Coche        | Ian Toynton            | 2013年9月30日  | 726             |
| 170  | 4    | 悪魔のパズル           | The Sense in the Sacrifice      | Kate Woods             | 2013年10月7日  | 730             |
| 171  | 5    | 死ぬまでにやりたいこと | The Lady on the List            | チャド・ロウ           | 2013年10月14日 | 730             |
| 172  | 6    | すべてが始まる日       | The Woman in White              | Kevin Hooks            | 2013年10月21日 | 760             |
| 173  | 7    | 完璧なハネムーン       | The Nazi on the Honeymoon       | ヤノット・シュワルツ   | 2013年11月4日  | 697             |
| 174  | 8    | ダムの中の死体         | The Dude in the Dam             | Kevin Hooks            | 2013年11月11日 | 735             |
| 175  | 9    | 怒りの陪審員           | The Fury in the Jury            | ドワイト・リトル       | 2013年11月15日 | 518             |
| 176  | 10   | シチューにされた男     | The Mystery in the Meat         | Tim Southam            | 2013年11月22日 | 578             |
| 177  | 11   | 数式が導く人生         | The Spark in the Park           | チャド・ロウ           | 2013年12月6日  | 691             |
| 178  | 12   | 姿なき殺人犯           | The Ghost in the Killer         | Allison Liddi-Brown    | 2014年1月10日  | 688             |
| 179  | 13   | つらすぎる真実         | Big in the Philippines          | デヴィッド・ボレアナズ | 2014年1月17日  | 678             |
| 180  | 14   | チェスマスターの誤算   | The Master in the Slop          | ドワイト・リトル       | 2014年1月24日  | 749             |
| 181  | 15   | ある令嬢の死           | The Heiress in the Hill         | Milan Cheylov          | 2014年1月31日  | 678             |
| 182  | 16   | 湖に沈んだ希望         | The Source in the Sludge        | Ian Toynton            | 2014年3月10日  | 655             |
| 183  | 17   | 浄化槽の遺体           | The Repo Man in the Septic Tank | Jeffrey Walker         | 2014年3月17日  | 563             |
| 184  | 18   | クズの中の遺体         | The Carrot in the Kudzu         | Rob Hardy              | 2014年3月24日  | 582             |
| 185  | 19   | 骨壷の中の富豪         | The Turn in the Urn             | Tim Southam            | 2014年3月31日  | 572             |
| 186  | 20   | 生きるための選択       | The High in the Low             | Anne Renton            | 2014年4月7日   | 658             |
| 187  | 21   | 不死を夢見る人々       | The Cold in the Case            | Milan Cheylov          | 2014年4月14日  | 579             |
| 188  | 22   | 付け爪の謎             | The Nail in the Coffin          | Ian Toynton            | 2014年4月21日  | 597             |
| 189  | 23   | 井戸の中のコーチ       | The Drama in the Queen          | ヤノット・シュワルツ   | 2014年5月12日  | 638             |
| 190  | 24   | 陰謀の影               | The Recluse in the Recliner     | デヴィッド・ボレアナズ | 2014年5月19日  | 604             |

### シーズン10 （2014年 - 2015年）
| 通算 | 話数 | タイトル                         | 原題                                     | 監督                     | 米国放送日     | 視聴者数 (万人) |
| ---- | ---- | -------------------------------- | ---------------------------------------- | ------------------------ | -------------- | --------------- |
| 191  | 1    | 大いなる犠牲                     | The Conspiracy in the Corpse             | Ian Toynton              | 2014年9月25日  | 634             |
| 192  | 2    | 永遠の家族                       | The Lance to the Heart                   | ドワイト・リトル         | 2014年10月2日  | 641             |
| 193  | 3    | 人気ホストの裏の顔               | The Purging of the Pundit                | Tim Southam              | 2014年10月9日  | 639             |
| 194  | 4    | ビデオゲームが招いた悲劇         | The Geek in the Guck                     | Milan Cheylov            | 2014年10月16日 | 656             |
| 195  | 5    | 会議場の遺体                     | The Corpse at the Convention             | チャド・ロウ             | 2014年10月30日 | 560             |
| 196  | 6    | 掛け替えのないもの               | The Lost Love in the Foreign Land        | Allison Liddi-Brown      | 2014年11月6日  | 564             |
| 197  | 7    | マネーゲームの末路               | The Money Maker on the Merry-Go-Round    | Michael Lange            | 2014年11月13日 | 550             |
| 198  | 8    | 消されたパズルマスター           | The Puzzler in the Pit                   | チャド・ロウ             | 2014年11月20日 | 526             |
| 199  | 9    | 刻まれた教授                     | The Mutilation of the Master Manipulator | Tim Southam              | 2014年12月4日  | 570             |
| 200  | 10   | 第200話記念エピソード            | The 200th in the 10th                    | デヴィッド・ボレアナズ   | 2014年12月11日 | 549             |
| 201  | 11   | 見えないものの存在               | The Psychic in the Soup                  | ヤノット・シュワルツ     | 2015年3月26日  | 584             |
| 202  | 12   | 書店に捨てられた教師             | The Teacher in the Books                 | Anne Renton              | 2015年4月2日   | 474             |
| 203  | 13   | 善人ベーカリー                   | The Baker in the Bits                    | Michael Lange            | 2015年4月9日   | 503             |
| 204  | 14   | ミニゴルファー殺人事件           | The Putter in the Rough                  | Milan Cheylov            | 2015年4月16日  | 488             |
| 205  | 15   | 砕かれたギャンブラー             | The Eye in the Sky                       | アーリーン・サンフォード | 2015年4月23日  | 465             |
| 206  | 16   | 辛口グルメリポーターのマズい事情 | The Big Beef at the Royal Diner          | Alex Chapple             | 2015年4月30日  | 429             |
| 207  | 17   | 少女の下した判決                 | The Lost in the Found                    | ヤノット・シュワルツ     | 2015年5月7日   | 449             |
| 208  | 18   | 48時間の真実                     | The Verdict in the Victims               | Michael Lange            | 2015年5月7日   | 449             |
| 209  | 19   | アラーの国の殺人事件             | The Murder in the Middle East            | Milan Cheylov            | 2015年5月14日  | 471             |
| 210  | 20   | 収集癖の女                       | The Woman in the Whirlpool               | ドワイト・リトル         | 2015年5月28日  | 542             |
| 211  | 21   | 揺れ動く心                       | The Life in the Light                    | Randy Zisk               | 2015年6月4日   | 521             |
| 212  | 22   | 未来に向かって                   | The Next in the Last                     | Ian Toynton              | 2015年6月11日  | 511             |

### シーズン11 （2015年 - 2016年）
| 通算 | 話数 | タイトル                 | 原題                               | 監督                     | 米国放送日     | 視聴者数 (万人) |
| ---- | ---- | ------------------------ | ---------------------------------- | ------------------------ | -------------- | --------------- |
| 213  | 1    | 消えたブース             | The Loyalty in the Lie             | Randy Zisk               | 2015年10月1日  | 620             |
| 214  | 2    | 生還を信じて             | The Brother in the Basement        | ドワイト・リトル         | 2015年10月8日  | 590             |
| 215  | 3    | ドナーになった男         | The Donor in the Drink             | Michael Lange            | 2015年10月15日 | 579             |
| 216  | 4    | 殺しのタッチダウン       | The Carpals in the Coy-Wolves      | Randy Zisk               | 2015年10月22日 | 606             |
| 217  | 5    | 蘇った死体               | The Resurrection in the Remains    | チャド・ロウ             | 2015年10月29日 | 657             |
| 218  | 6    | 清掃車の中の上院議員     | The Senator in the Street Sweeper  | Steve Robin              | 2015年11月5日  | 534             |
| 219  | 7    | マジックの城             | The Promise in the Palace          | ヤノット・シュワルツ     | 2015年11月12日 | 516             |
| 220  | 8    | 感謝祭の秘密             | High Treason in the Holiday Season | Anne Renton              | 2015年11月19日 | 525             |
| 221  | 9    | カウボーイ殺人事件       | The Cowboy in the Contest          | チャド・ロウ             | 2015年12月10日 | 463             |
| 222  | 10   | 遺体爆弾の謎             | The Doom in the Boom               | Michael Lange            | 2015年12月10日 | 442             |
| 223  | 11   | 車イスの科学者           | The Death in the Defense           | アーリーン・サンフォード | 2016年4月14日  | 440             |
| 224  | 12   | 抑圧された男たち         | The Murder of the Meninist         | Ian Toynton              | 2016年4月21日  | 438             |
| 225  | 13   | クローゼットのモンスター | The Monster in the Closet          | Randy Zisk               | 2016年4月28日  | 438             |
| 226  | 14   | セカンド・チャンス       | The Last Shot at a Second Chance   | David Grossman           | 2016年5月5日   | 429             |
| 227  | 15   | フィクサーの死           | The Fight in the Fixer             | Silver Tree              | 2016年5月12日  | 426             |
| 228  | 16   | アカペラは死の匂い       | The Strike in the Chord            | Michael Lange            | 2016年5月19日  | 429             |
| 229  | 17   | 命懸けの忠誠             | The Secret in the Service          | ドワイト・リトル         | 2016年5月26日  | 463             |
| 230  | 18   | アメリカの横顔           | The Movie in the Making            | Randy Zisk               | 2016年6月2日   | 461             |
| 231  | 19   | アスリートの抱える闇     | The Head in the Abutment           | Ian Toynton              | 2016年6月16日  | 394             |
| 232  | 20   | 容疑者となったスクインツ | The Stiff in the Cliff             | Jeannot Szwarc           | 2016年6月23日  | 451             |
| 233  | 21   | 海を渡った宝石泥棒       | The Jewel in the Crown             | David Grossman           | 2016年7月14日  | 436             |
| 234  | 22   | 懐かしい悪夢             | The Nightmare in the Nightmare     | デヴィッド・ボレアナズ   | 2016年7月21日  | 374             |

### シーズン12 （2017年）
| 通算 | 話数 | タイトル               | 原題                                  | 監督                   | 米国放送日    | 視聴者数 (万人) |
| ---- | ---- | ---------------------- | ------------------------------------- | ---------------------- | ------------- | --------------- |
| 235  | 1    | 懐かしい狂気           | The Hope in the Horror                | エミリー・デシャネル   | 2017年1月3日  | 343             |
| 236  | 2    | 人工知能革命           | The Brain in the Bot                  | Ian Toynton            | 2017年1月10日 | 331             |
| 237  | 3    | 老兵は死なず           | The New Tricks in the Old Dogs        | David Grossman         | 2017年1月17日 | 292             |
| 238  | 4    | 復讐の始まり           | The Price for the Past                | Randy Zisk             | 2017年1月24日 | 305             |
| 239  | 5    | 家庭教師の真実         | The Tutor in the Tussle               | ドワイト・リトル       | 2017年1月31日 | 376             |
| 240  | 6    | 血塗られたチェーンソー | The Flaw in the Saw                   | Denise Di Novi         | 2017年2月7日  | 307             |
| 241  | 7    | 迫りくる過去           | The Scare in the Score                | Randy Zisk             | 2017年2月14日 | 297             |
| 242  | 8    | 父との別れ             | The Grief and the Girl                | Anton Cropper          | 2017年2月21日 | 290             |
| 243  | 9    | ゴルモゴンの元弟子     | The Steel in the Wheels               | Robert Reed Altman     | 2017年3月7日  | 289             |
| 244  | 10   | 降ってきた遺体         | The Radioactive Panthers in the Party | Michael Lange          | 2017年3月14日 | 252             |
| 245  | 11   | 宴の後                 | The Day in the Life                   | Ian Toynton            | 2017年3月21日 | 355             |
| 246  | 12   | 永遠のパートナー       | The End in the End                    | デヴィッド・ボレアナズ | 2017年3月28日 | 435             |